# Somsois
Somsois ist eine französische Gemeinde mit 192 Einwohnern (Stand: 1. Januar 2022) im Département Marne in der Region Grand Est (vor 2016 Champagne-Ardenne). Sie gehört zum Arrondissement Vitry-le-François sowie zum Kanton Vitry-le-François-Champagne et Der. Die Einwohner werden Somsoyats genannt.

## Geographie
Somsois liegt etwa 41 Kilometer südsüdöstlich von Châlons-en-Champagne. Umgeben wird Somsois von den Nachbargemeinden Les Rivières-Henruel im Norden und Nordosten, Gigny-Bussy im Osten und Nordosten, Lignon im Osten und Südosten, Margerie-Hancourt im Süden und Südosten, Chapelain im Südwesten, Saint-Ouen-Domprot im Westen sowie Le Meix-Tiercelin im Nordwesten.

## Demographie
| Jahr      | 1962 | 1968 | 1975 | 1982 | 1990 | 1999 | 2006 | 2013 | 2018 |
| --------- | ---- | ---- | ---- | ---- | ---- | ---- | ---- | ---- | ---- |
| Einwohner | 341  | 315  | 263  | 246  | 265  | 233  | 195  | 195  | 197  |

## Sehenswertes
- Kirche Saint-Martin aus dem 12./13. Jahrhundert, seit 1927 Monument historique

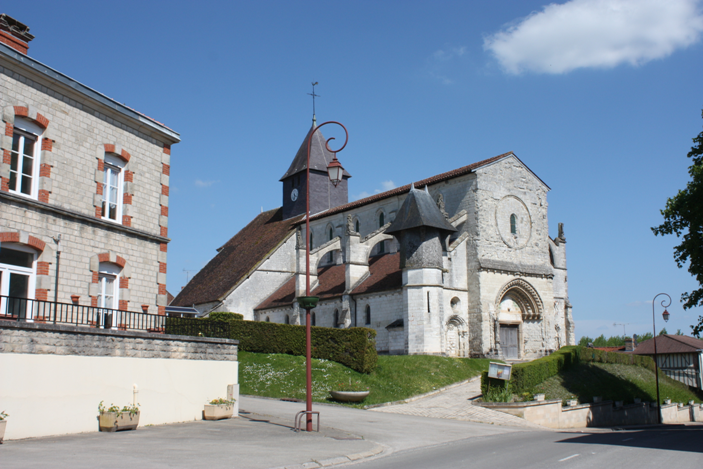
Kirche Saint-Martin